# Слуцкий сыродельный комбинат
ОАО «Слуцкий сыродельный комбинат» (бел. ААТ «Слуцкі сыраробны камбінат») — белорусская компания по производству молочных продуктов, одно из крупнейших предприятий отрасли в Республике Беларусь. Расположена в городе Слуцке Минской области.

## История
Завод был основан в 1935 году, первоначально перерабатывал 2 тыс. т молока в год. В 1978 году на базе предприятия началось возведение нового сыродельного комбината (введён в эксплуатацию в 1981 году). В 1995 году комбинат преобразован в открытое акционерное общество. В 2000-е годы к комбинату были присоединены на правах производственных участков ряд молочных заводов в небольших городах и посёлках Минской области.

## Современное состояние
В 2018 и 2019 годах комбинат был вторым по объёму выручки молочным предприятием в Республике Беларусь, уступая только ОАО «Савушкин продукт» Александра Мошенского. В составе ОАО имеются собственные сельскохозяйственные филиалы; всего молоко поступает из 120 хозяйств. В состав компании входят 4 молокоперерабатывающих филиала (Клецк, Копыль, Любань, Солигорск) и три производственных участка (Марьина Горка (Пуховичский), Узда, Старые Дороги). На предприятии действует установка по переработке отходов молочного производства — молочной сыворотки. Производственные мощности комбината позволяют производить ежедневно 70 т сыра, 74 т сливочного масла, 114 т сухих молочных продуктов, 203 т цельномолочной продукции, 17 т творога.
Значительная часть продукции экспортируется. Отмечается, что ограничения на экспорт продукции в Россию, периодически накладываемые Россельхознадзором, негативно сказываются на финансовых показателях комбината и других крупных молочных предприятий республики. 9 декабря 2020 года Совет Министров Республики Беларусь предоставил комбинату ежемесячные субсидии на 2020—2023 годы.
По состоянию на 2019 год 83,2 % акций ОАО принадлежат государству (65,4 % — Миноблисполкому, 17,8 % — районным властям), остальные акции распределены между 7208 физическими лицами и 38 юридическими лицами. Выручка компании за 2019 год составила 692 млн руб. (ок. 320 млн долларов), чистая прибыль составила 49,7 млн руб. (ок. 23 млн долларов; в 2018 году был зафиксирован чистый убыток). 40,8 % выручки было получено от реализации животного масла, 25,9 % — сухих молочных продуктов. По итогам 2019 года акционерам было выплачено 3,5 тыс. руб. (ок. 1500 долларов; по 1,5 копейки за акцию).
В 2020 году сообщалось о планах присоединить к ОАО «Слуцкий сыродельный комбинат» все предприятия, входящие в ОАО «Здравушка-милк» (Борисовский гормолзавод и небольшие предприятия на северо-востоке Минской области)